# 5948 Longo
5948 Longo este un asteroid din centura principală de asteroizi.

## Descriere
5948 Longo este un asteroid din centura principală de asteroizi. A fost descoperit pe 15 mai 1985 la Stația Anderson Mesa de Edward L. G. Bowell. El prezintă o orbită caracterizată de o semiaxă mare de 2,74 ua, o excentricitate de 0,22 și o înclinație de 9,5° în raport cu ecliptica.